# Philipp Ludescher
Philipp Ludescher (né le 3 janvier 1987 à Feldkirch, dans le land du Vorarlberg, en Autriche) est un coureur cycliste autrichien.

## Palmarès
- 2003
  -  Champion d'Autriche sur route débutants
  -  Champion d'Autriche de cyclo-cross débutants